# 红球藻科
红球藻科（学名：Rhodellaceae）为红球藻目的一个科。

## 下级分类
本科包括以下属：
- Corynoplastis Yokoyama, J.L.Scott, G.C.Zuccarello, M.Kajikawa, Y.Hara & J.A.West, 2009
- 红球藻属 Rhodella L.V.Evans, 1970